# Fredrik Ekman (författare)
Fredrik Ekman, född 1965, är en svensk musikdramatiker och författare. 
Fredrik Ekman har tillsammans med kompositören Erik Mikael Karlsson gjort de musikdramatiska verken Le temps est un songe masqué 1995, Marionetten 1996, En förtrollad natt 1997, Die Hoffmann-Maschine 1998 och The Path of Joyful Despair 1999.